# 異種星
異種星（いしゅせい、英: exotic star）は、電子、陽子、中性子以外の粒子で構成され、フェルミ縮退の圧力や量子力学的な性質によって重力崩壊と平衡を保っているコンパクト星である。クォークでできたクォーク星やストレンジ物質でできたストレンジ星、さらにプレオンでできたプレオン星等が考えられている。
異種星は理論上の存在であるが、2002年4月10日の人工衛星チャンドラによる観測で、かつては中性子星と考えられていたRX J1856.5-3754と3C 58と名付けられた2つの星がクォーク星の候補であることが発見された。現在知られている物理学の法則に基づくと、前者は計算値よりも少し小さく見え、後者は少し冷たくなっており、これらは中性子よりも密度の大きい物質で構成されている可能性が示唆されている。しかし、これらの観測を懐疑的に見る研究者もおり、結論は得られていない。

## クォーク星とストレンジ星
中性子は、それを構成するクォークに分解することがあり得る。この場合、恒星はさらに収縮し、さらに密度が大きくなる。しかし、外部から質量が供給されないと新しい平衡状態に達し、非常に巨大な核子となる。このような仮説的な状態にある恒星はクォーク星と呼ばれる。クォーク星がストレンジ物質を含むと、ストレンジ星と呼ばれる。パルサーRX J1856.5-3754及び3C 58はクォーク星の候補と考えられている。

## electroweak star
electroweak starは、恒星の重力崩壊が電弱燃焼、つまり電弱相互作用によってクォークがレプトンに変換する際に放出されるエネルギーによる放射圧により阻止されている理論上の異種星の形態である。この過程は、地球の2倍程度の質量を持つ恒星の核がおおよそリンゴ程度の大きさになった時に起こる。
恒星がelectroweak starになりうる段階は、理論上は超新星爆発の後である。electroweak starはクォーク星よりも密度が大きく、クォークのフェルミ縮退の圧力が重力に抗しきれなくなった時に形成される。この恒星の状態が続くのは1000万年以内である。

## プレオン星
プレオン星は、プレオンで構成されているコンパクト星の形態である。プレオン星は1cm3当たり1023kgを超える非常に大きな密度を持つ。これはクォーク星とブラックホールの中間の値である。プレオン星は超新星爆発やビッグバンの結果として生じる。ガンマ線の重力レンズ効果により検出できる可能性があると考えられている。プレオン星は暗黒物質の候補の1つである。しかし、粒子加速の現在の観測からは、プレオン星の存在に否定的な結果が得られている。
一般相対性理論では、恒星がシュヴァルツシルト半径以下に収縮すると、事象の地平面の半径が恒星の半径を上回り、ブラックホールとなる。太陽質量程度の天体では、シュヴァルツシルト半径は3kmであり、太陽質量のプレオン星はこの半径より大きくならない。地球質量程度のプレオン星の半径はテニスボール程になる。

## その他
ボソンから構成されるボソン星の存在も提案されている。